# August Kubizek
August Kubizek   (Linz, 3 d'agost de 1888 - Eferding, 23 d'octubre de 1956) fou un director d'orquesta austríac. Conegut amb el sobrenom de "Gustl" fou un amic íntim d'Adolf Hitler quan tots dos estaven en la seva adolescència. Més tard va escriure sobre la seva amistat en el seu llibre Adolf Hitler, el meu amic de joventut (1953).